# Guleluke (sockenhuvudort i Kina, Xinjiang Uygur Zizhiqu, lat 39,77, long 76,97)
Guleluke (kinesiska: 古勒鲁克, 古勒鲁克乡) är en sockenhuvudort i Kina. Den ligger i den autonoma regionen Xinjiang, i den nordvästra delen av landet, omkring 990 kilometer sydväst om regionhuvudstaden Ürümqi. Antalet invånare är 22 193. Befolkningen består av 10 905 kvinnor och 11 288 män. Barn under 15 år utgör 29,0 %, vuxna 15-64 år 65 %, och äldre över 65 år 5,0 %.
Runt Guleluke är det ganska glesbefolkat, med 47 invånare per kvadratkilometer. Det finns inga andra samhällen i närheten. Trakten runt Guleluke är ofruktbar med lite eller ingen växtlighet.
Genomsnittlig årsnederbörd är 136 millimeter. Den regnigaste månaden är juli, med i genomsnitt 30 mm nederbörd, och den torraste är december, med 2 mm nederbörd.